# Pearl Harbor

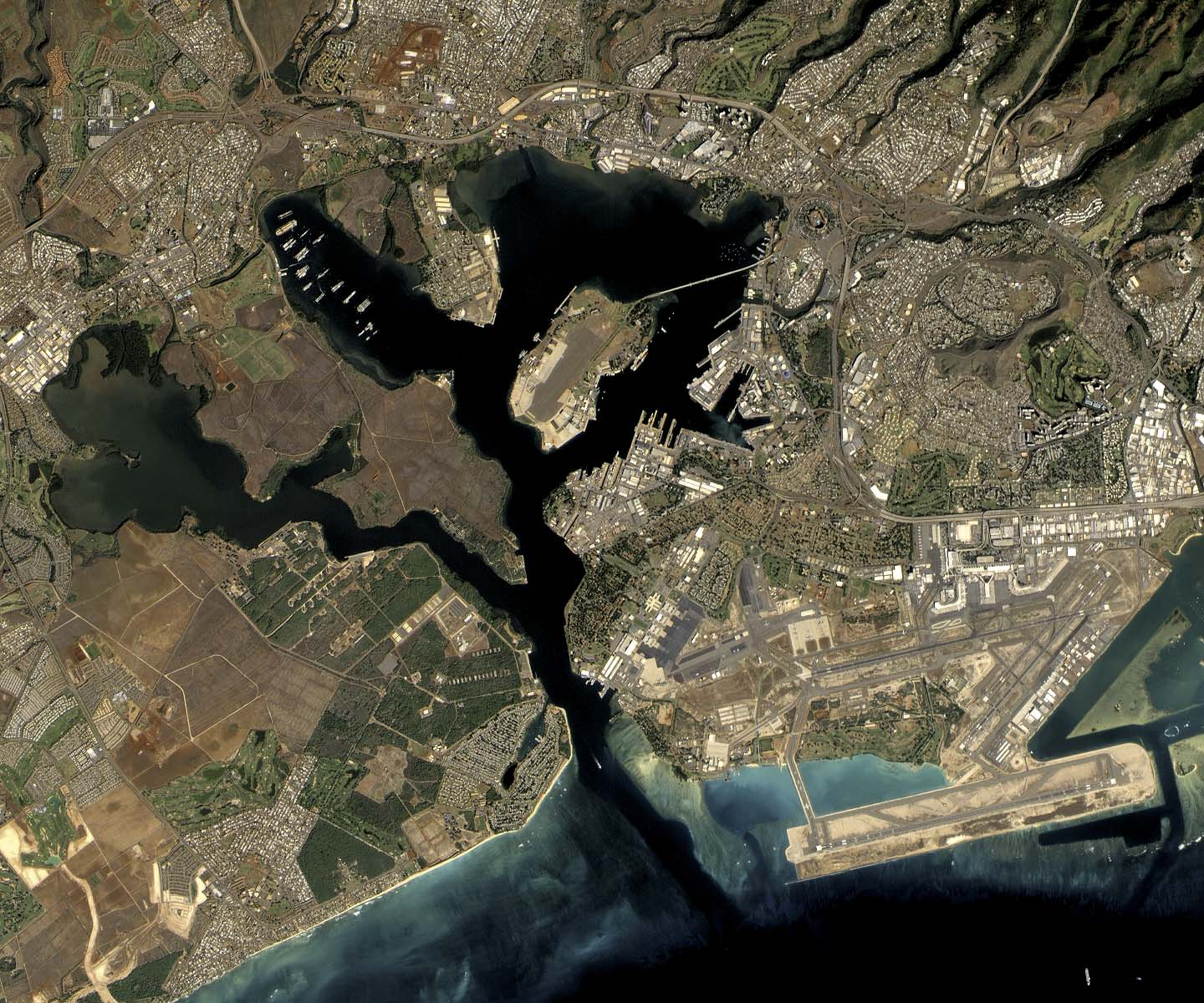
Imagem de satélite de Pearl Harbor.

Pearl Harbor ou o Porto das Pérolas é uma base naval dos Estados Unidos e o quartel-general da frota norte-americana do Pacífico, na ilha de O'ahu, no Havaí, perto de Honolulu. Em livros mais antigos em português, usa-se por vezes a designação Porto das Pérolas.
Pearl Harbor é uma lagoa americana na ilha de Oahu, no Havai, a oeste de Honolulu. Era frequentemente visitada pela frota naval dos Estados Unidos, antes de ser adquirida ao Reino do Havai pelos EUA com a assinatura do Tratado de Reciprocidade de 1875. Grande parte do porto e das terras vizinhas são agora uma base naval de águas profundas da Marinha dos Estados Unidos. É também o quartel-general da Frota do Pacífico dos Estados Unidos. O governo dos EUA obteve o uso exclusivo da enseada e o direito de manter aqui uma estação de reparação e abastecimento de carvão para navios em 1887. O ataque surpresa no porto pela Marinha Imperial Japonesa em 7 de dezembro de 1941, levou os Estados Unidos a declarar guerra ao Império do Japão, marcando a entrada dos Estados Unidos na Segunda Guerra Mundial.

## História
Antes de ser utilizado como base militar pela marinha norte-americana, Pearl Harbor era uma baía pouco profunda chamada pelos havaianos de Wai Momi, o que significa  "águas perolizadas" no idioma nativo. Pearl Harbor era então considerado uma residência da deusa-tubarão Ka'ahupahau e do seu irmão Kahi'uka.
O porto era utilizado principalmente para a produção de ostras a pérolas até o fim do século XIX.
Os Estados Unidos e o reino havaiano assinaram um tratado de reciprocidade em 1875, completado pela convenção de 6 de dezembro de 1884 e ratificado em 1887. Em 20 de janeiro de 1887 o senado dos Estados Unidos autoriza a Marinha a alugar Pearl Harbor como base naval. Em troca, os Havaianos obtiveram o direito exclusivo de exportar açúcar aos Estados Unidos sem taxas alfandegárias. A Guerra hispano-americana de 1898 e a necessidade dos Estados Unidos de manter uma presença permanente no Oceano Pacífico conduziram ao anexamento do Havaí.

## Ataque de 1941

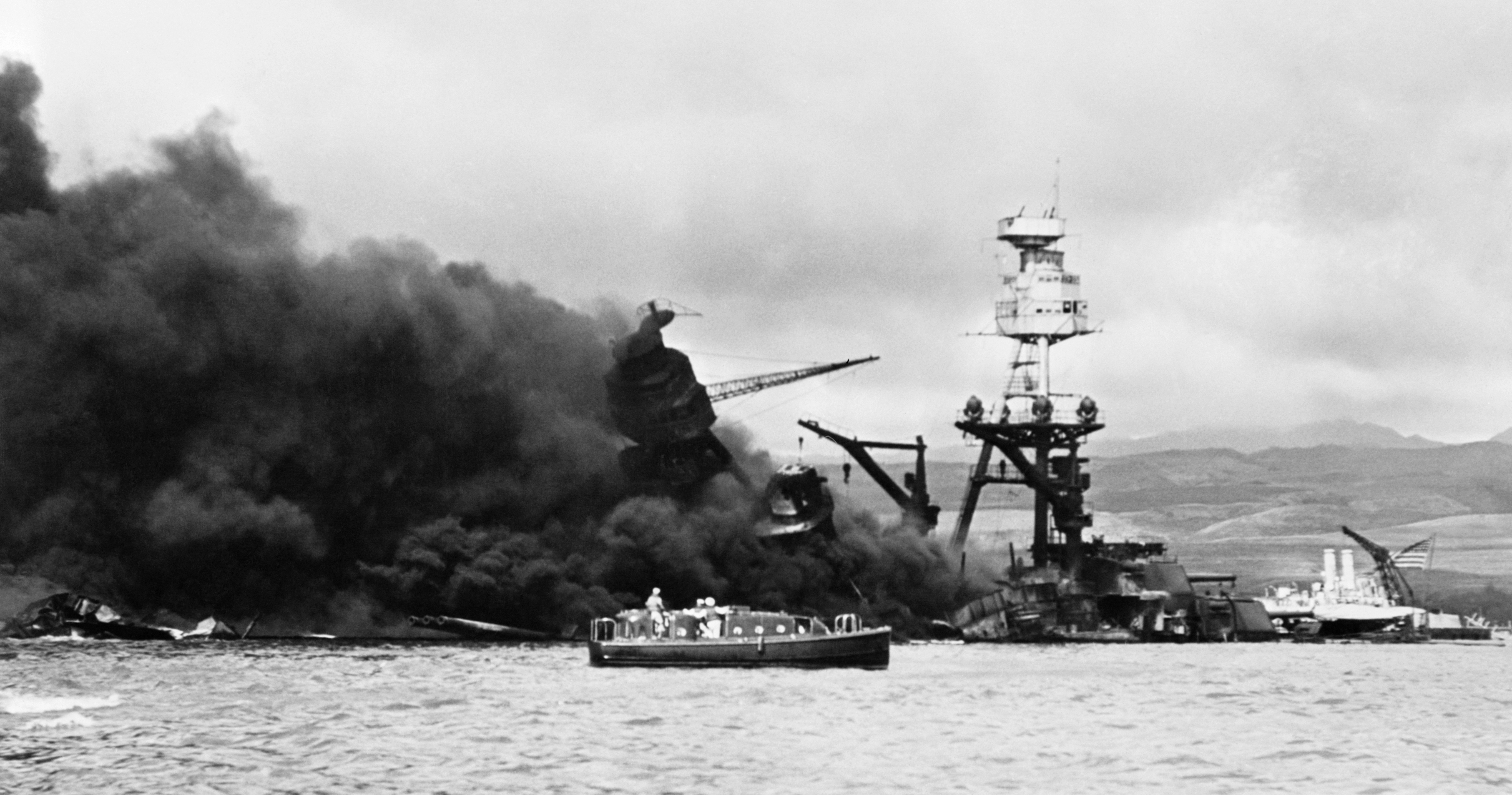
USS Arizona em chamas durante os ataques.

O ataque a Pearl Harbor por parte do Império do Japão em 7 de dezembro de 1941 provocou a entrada dos Estados Unidos na Segunda Guerra Mundial.

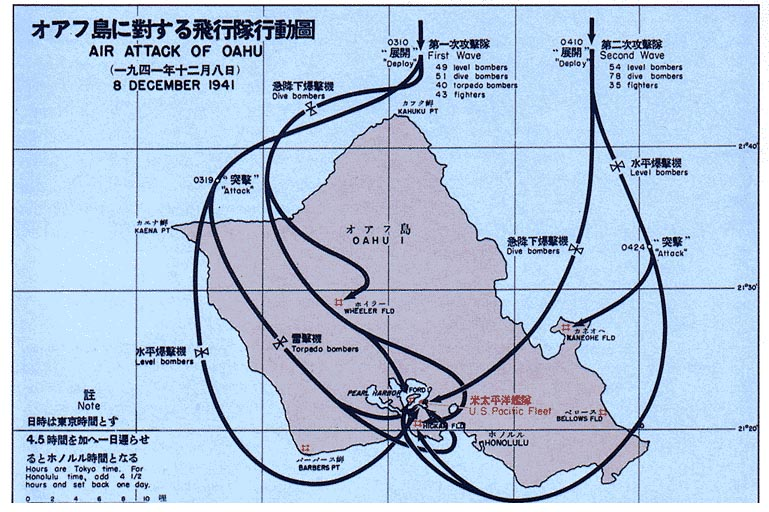
As ondas de ataques aproximaram-se de duas direções diferentes.

Os primeiros tiros disparados e as primeiras mortes em Pearl Harbor ocorreram quando o USS Ward atacou e afundou um mini-submarino japonês às 6h37min (hora local). Existiam cinco mini-submarinos classe Ko-hyoteki, com o objectivo de entrar no porto e destruir os navios dos EUA utilizando torpedos. Nenhum dos submarinos conseguiu voltar a salvo e apenas quatro dos cinco foram encontrados desde o ataque. Dos dez marinheiros a bordo dos cinco submarinos, nove morreram e o único sobrevivente, Kazuo Sakamaki, foi capturado, tornando-se o primeiro prisioneiro de guerra capturado pelos norte-americanos na Segunda Guerra Mundial.
Fotografias recentes analisadas pelo Instituto Naval dos Estados Unidos indicaram que um mini-submarino conseguiu entrar no porto e disparar um torpedo com sucesso contra o USS West Virginia. A posição final deste mini-submarino é desconhecida.

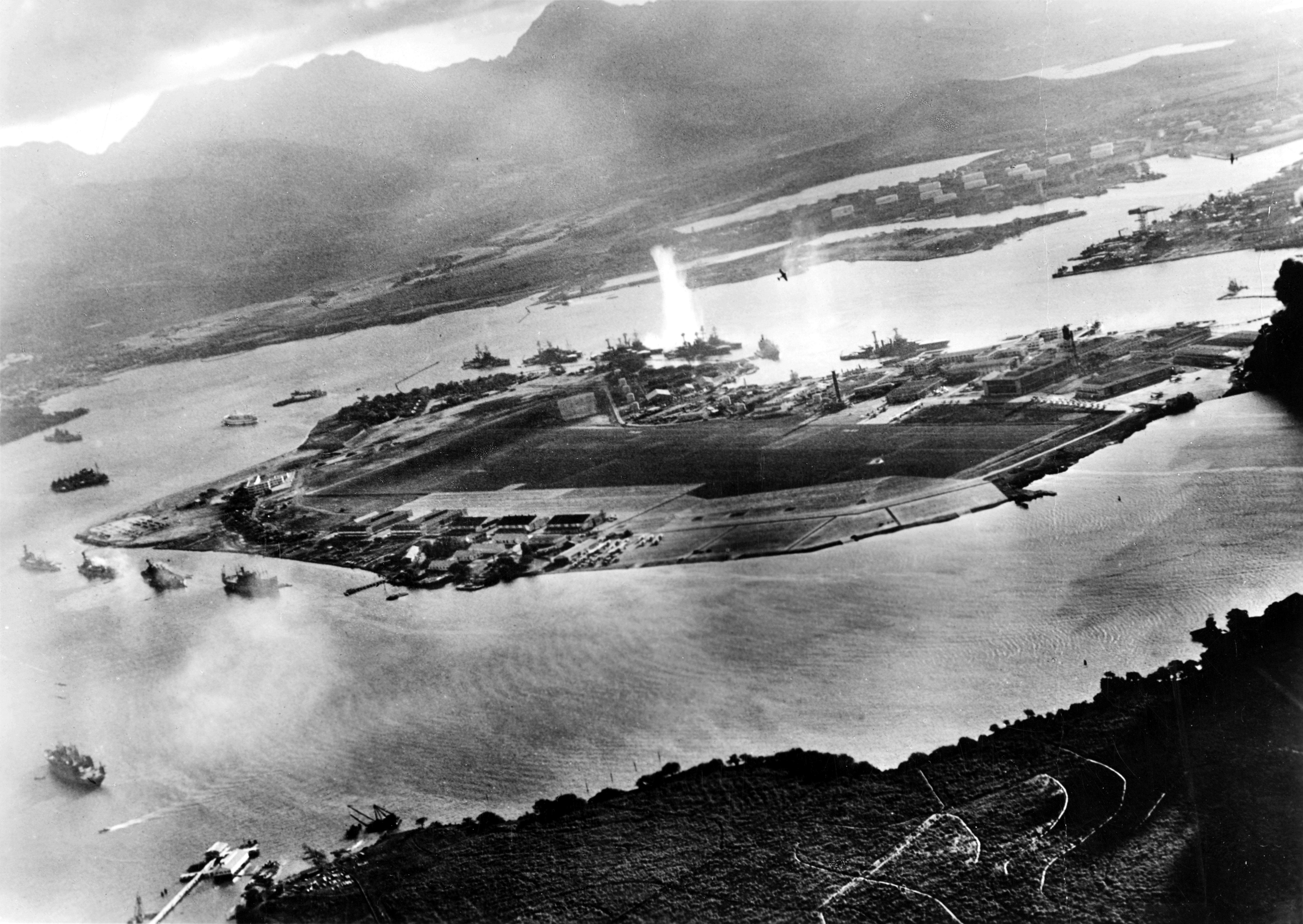
Explosão de um torpedo disparado contra o USS West Virginia, vista a partir de um avião japonês.

Na manhã do ataque, um novo radar instalado apenas uns dias antes do ataque indicou a presença dos aviões japoneses, mas o aviso foi confundido com a chegada prevista de um grupo de aviões dos EUA.
O ataque começou às 7h53min (hora local) de 7 de dezembro, que no horário padrão japonês correspondia às 3h23min de 8 de dezembro. Os aviões japoneses atacaram em duas ondas, nas quais 354 aviões chegaram a Oahu. A primeira onda de ataque foi liderada por 186 torpedeiros-bombardeiros vulneráveis, aproveitando os primeiros momentos de surpresa atacando os navios no porto enquanto bombardeiros-de-mergulho atacavam as bases aéreas ao longo de Oahu, começando pelo campo aéreo Hickam, o maior, e o campo aéreo Wheeler, a principal base de caças. A segunda onda, composta por 168 aviões, atacou o campo Bellows e a ilha Ford, uma base aérea naval e marinha no meio de Pearl Harbor. A única força de oposição veio de alguns P-36s e P-40s e de fogo antiaéreo naval.
O ataque danificou ou destruiu 11 navios e 188 aviões, além de causar a morte de 2403 militares norte-americanos e 68 civis. Contudo, três grandes porta-aviões da frota não se encontravam no porto, portanto não foram danificados, assim como os depósitos de combustíveis e outras instalações. Utilizando estes recursos remanescentes a Marinha dos EUA foi capaz de recompor a frota em menos de um ano.

## Situação atual

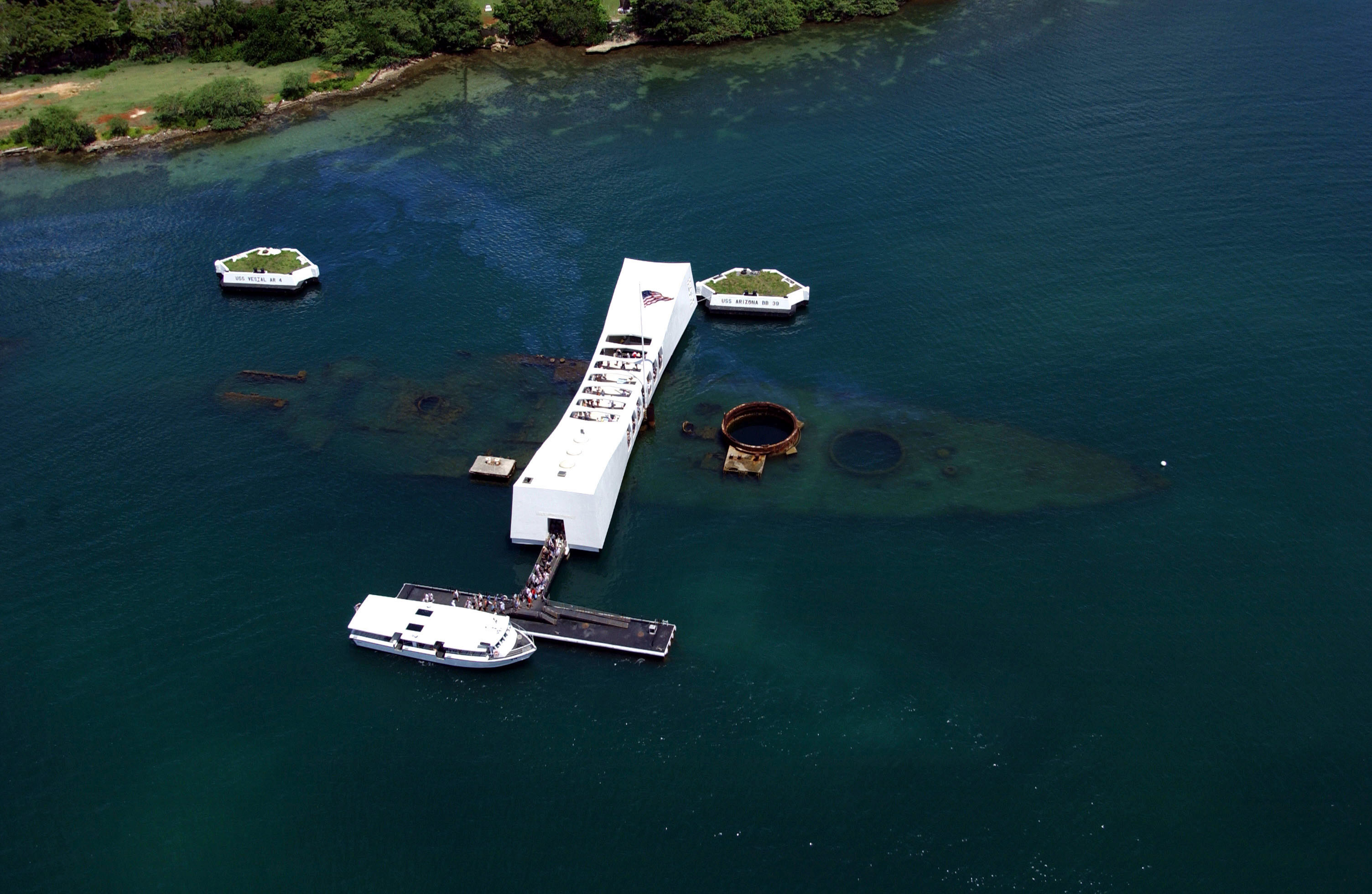
Memorial construído sobre os destroços da embarcação USS Arizona. É possível ver que o óleo armazenado nos tanques do navio continua fluindo até a superfície.

Atualmente grande parte da base naval é considerada como um ponto de interesse histórico, sendo que foi instalado um memorial sobre os destroços remanescentes do navio USS Arizona. Nesse memorial, há uma passarela com chão transparente que permite aos visitantes a visualização de diversos pontos da embarcação. Também é possível notar que mesmo  sete décadas após o ataque, o óleo armazenado nos tanques do navio continua fluindo até a superfície, deixando uma leve mancha sobre a água.